# Збройні сили Камеруну
Збройні сили Камеруну — як правило, були аполітичною силою, де переважає цивільний контроль над військовими. Традиційна залежність від французьких оборонних можливостей, хоча і знизилась, продовжує мати місце через присутність французьких військових радників і їх активну участь у підготовці камерунських сил які мають бути відправлені до спірного півострова Бакасі. Збройні сили налічують 14 200 особового складу в сухопутних військах, повітряних силах та військово-морських силах. Приблизно 12 500 військовиків у сухопутних військах розподілених на три військові регіони. Приблизно 1 300 військовиків входять до складу ВМС Камеруну, що базуються в місті Дуала. До 400 вояків входять до складу Повітряних сил. На додачу до них ще є 9 000 парамілітарних службовців, що входять до складу жандармерії (поліційні сили) чи виконують розвідувальні функції.